# Pont Vell de les Bordes
El Pont Vell de les Bordes és una obra d'Es Bòrdes (Vall d'Aran) inclosa a l'Inventari del Patrimoni Arquitectònic de Catalunya.

## Descripció
Pont de l'antic Camin Reiau sobre la Garona que comunica el nucli d'Es Bòrdes. Els estreps del pont aprofiten sengles roques sobresortints en el llit del riu com a base. És d'un sol ull, amb les arcades resoltes a partir de carreus disposats en full de llibre, l'intradós amb tres rengles de forats de bastida; en la resta predomina l'aparell de còdols sense escairar. La part superior del pont es va arreglar a principi del segle XX per tal d'ampliar el camí, de manera que avui presenta el pis inclinat i s'han perdut les baranes.

## Història
El qüestionari de Francisco de Zamora consigna ja l'any 1789 sobre el riu Garona, entre Benòs i Es Bòrdes, un pont fet de cal i carreus aprofitant dues penyes, que servia per a la comunicació d'altres pobles entre ells, i no es pagava. Al segle xix, Pascual Madoz fa esment també del pont de pera sobre la Garona que comunica la península el·líptica d'Es Bòrdes, en el Camin Reiau.